# Christian Frederik Hansen (arkitekt)
Christian Frederik Hansen, född 29 januari 1756 i Köpenhamn, död 10 juli 1845, var en dansk arkitekt.
C.F. Hansen är en av Danmarks mest betydande och berömda arkitekter. Han utbildades på Kunstakademiets Arkitektskole i Köpenhamn. Han utformade flera viktiga byggnader i Köpenhamn som Vor Frue Kirke (1810–1829), Christiansborg (1810–1826, endast slottskyrkan finns kvar), Metropolitanskolen (1811–1816) och Domhuset (1803–1816).
Därtill ritade han Hørsholm Kirke (1823) i Nordsjälland samt Mariekirke i Husum i Sydslesvig. Hansen arbetade i Altona under nästan två decennier i slutet av 1700-talet och ritade bland annat kyrkor, rådhus och herrgårdar i norra Tyskland.
I stilhänseende är Hansens verk tydliga exponenter för det tidiga 1800-talets nyantik.

## Bilder

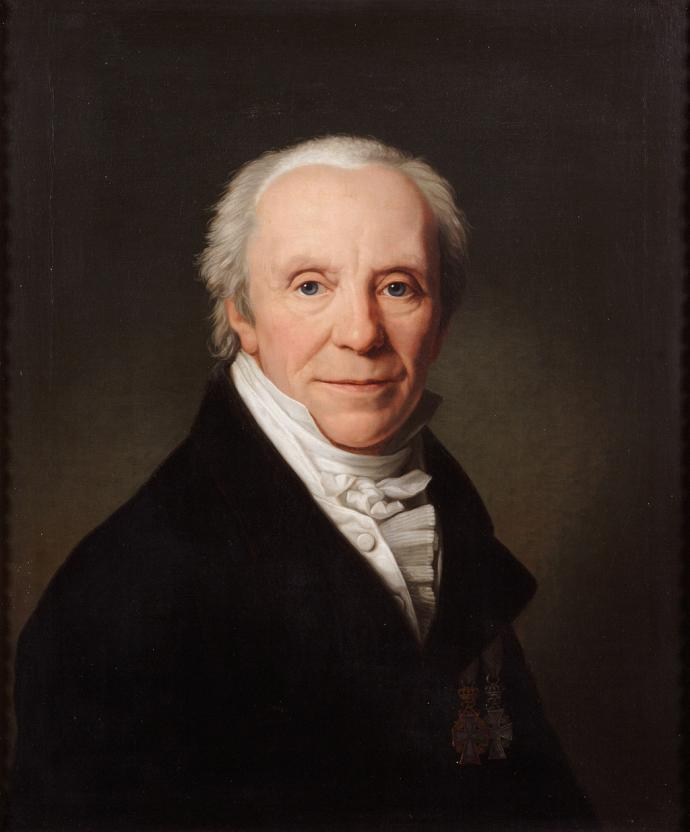
C. F. Hansen
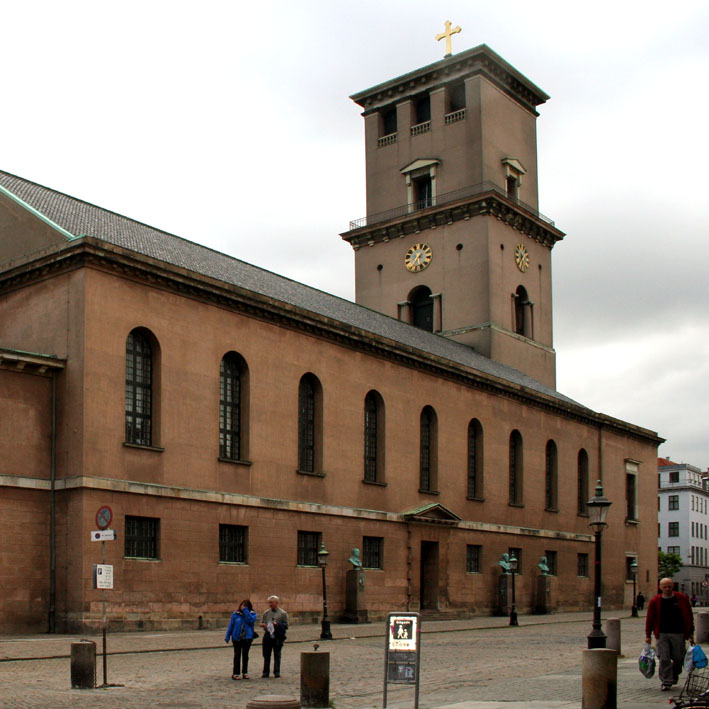
Vor Frue Kirke
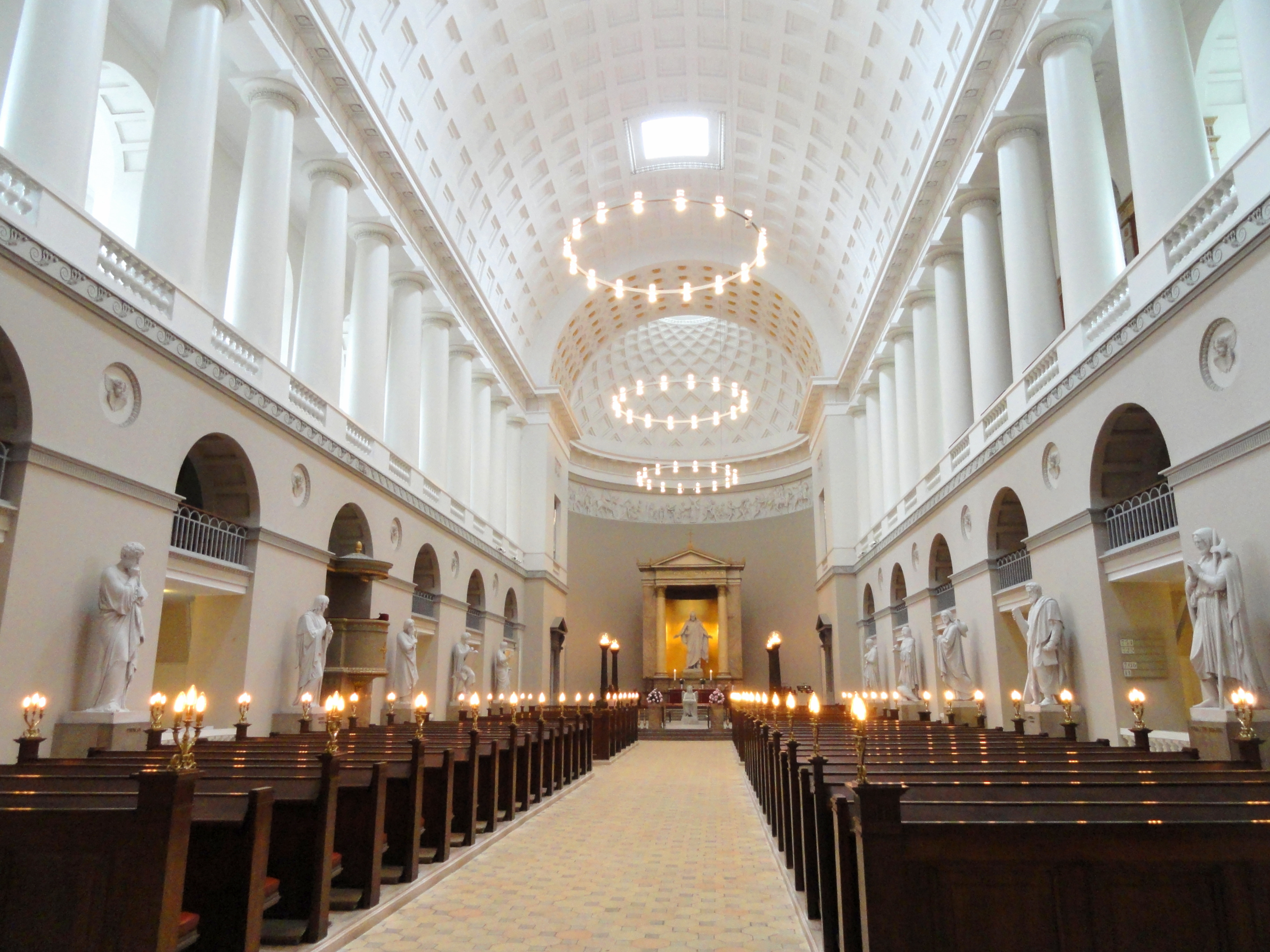
Vor Frue Kirke interiör
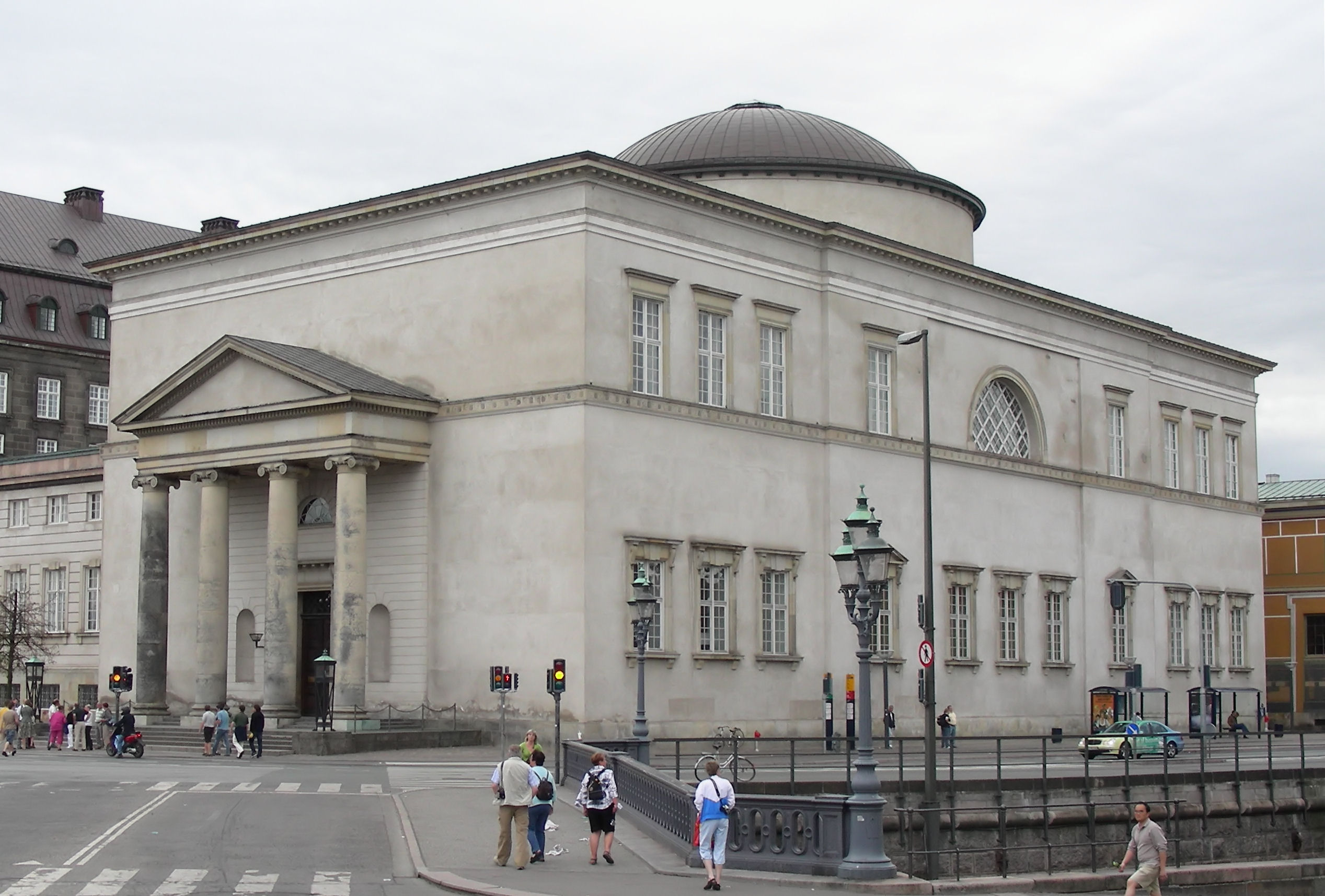
Christiansborgs Slotskirke
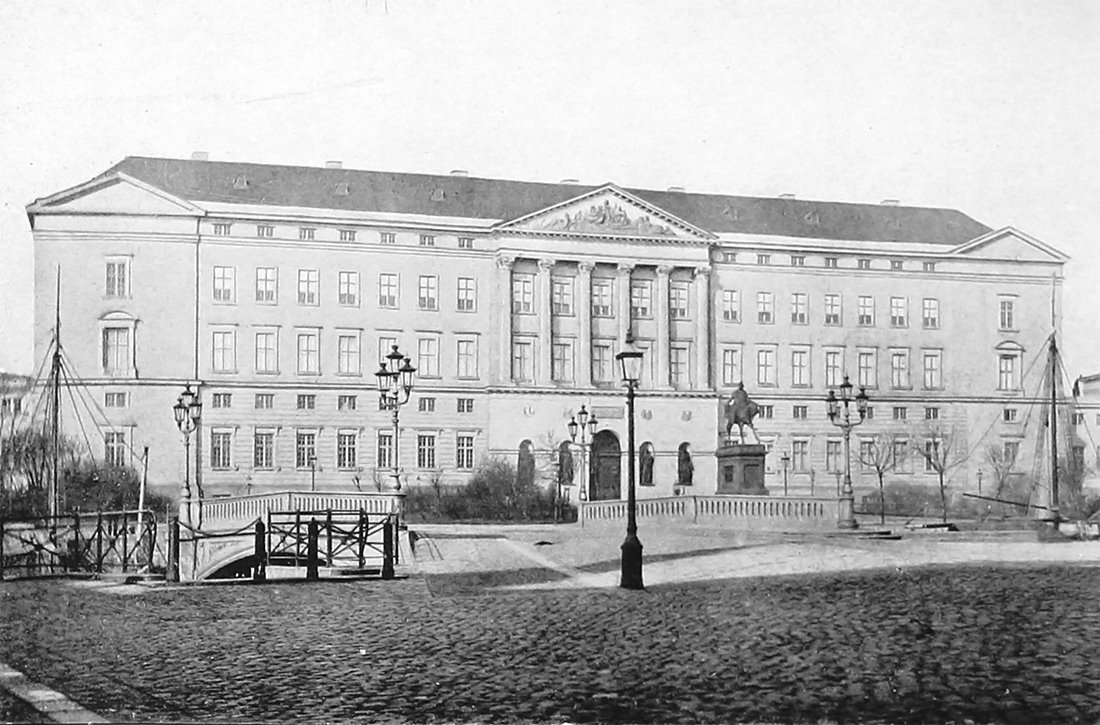
Christiansborgs slott före branden 1884
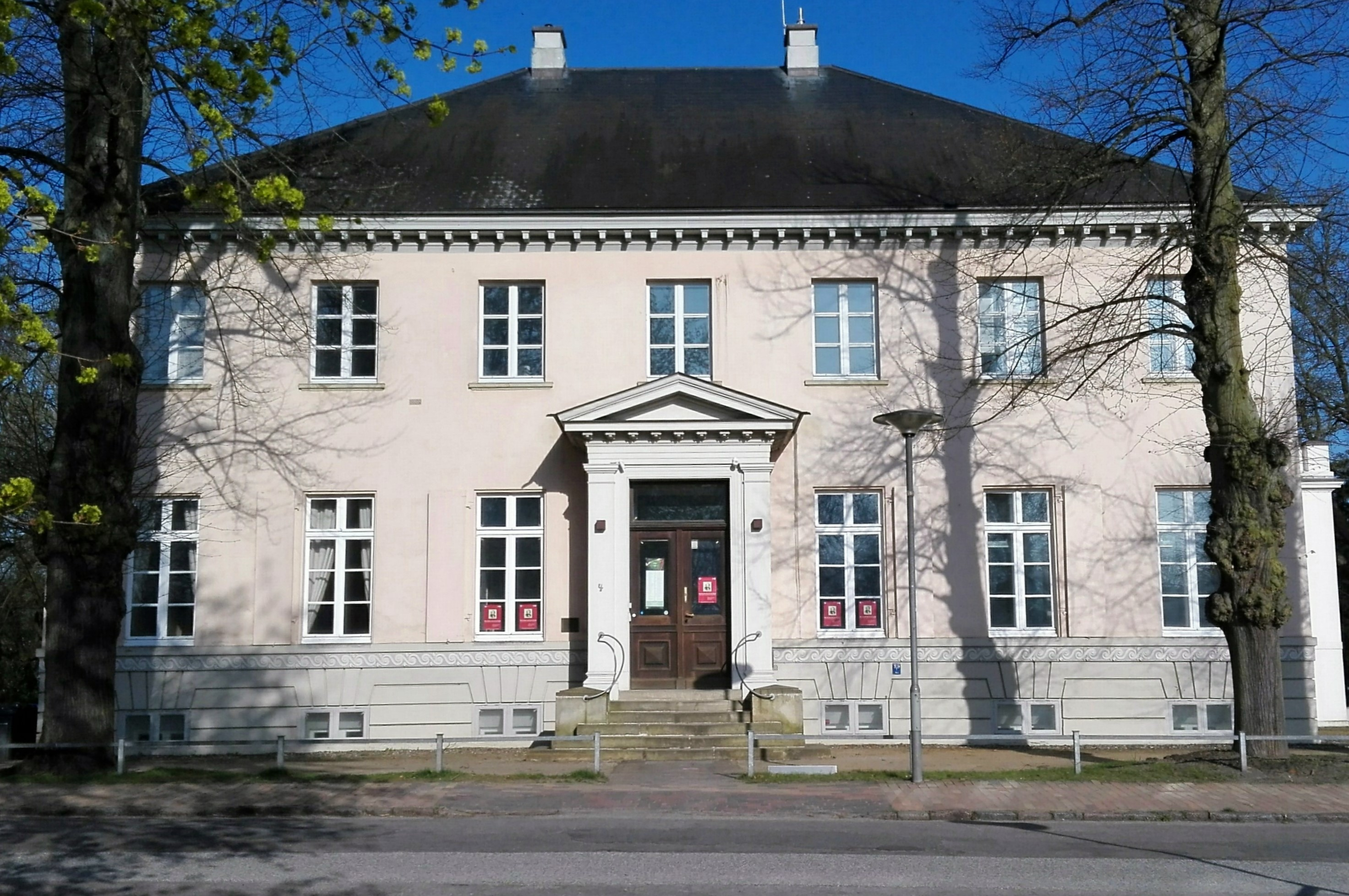
Villa Eschenburg i Lübeck